# ハリカルナッソス
ハリカルナッソス（古希: Ἁλικαρνᾱσσός、Halikarnassos）は、アナトリア半島（小アジア）のカリアの南西海岸にあった古代ギリシア都市。現在のトルコのボドルムにあたる。世界の七不思議のひとつマウソロス霊廟（紀元前353年から350年に建設）があることで有名だった。アレクサンドロス3世がアケメネス朝ペルシアと戦った場所でもある。海岸のすぐ近くに小さな島があり、1404年、ロードス騎士団がその島にボドルム城（聖ペテロ城）を建設。その後市街地の拡張による埋め立てなどで島と本土が繋がった。

## 歴史

### 建設

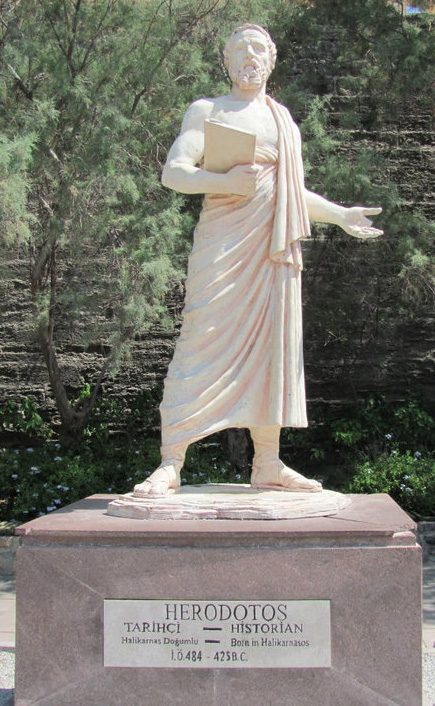
ヘロドトスの生誕地がハリカルナッソスであることから、ボドルムに立てられた記念碑

ハリカルナッソス建設については様々な議論があるが、ドーリア人の植民都市であることはほぼ定説になっており、硬貨にメドゥーサの頭やアテーナーやポセイドーンや三又の槍が描かれていることから、母都市はトロイゼーンおよびアルゴスだとされている。ストラボンによれば、住民は伝説上の建設者を Anthes だとし、Antheadae という呼称を使っていたという。カリア語碑文に見られる Alos-δ karnos-δ がハリカルナッソスの古代名ではないかとも言われている。
初期のハリカルナッソスは、コス、クニドス、リンドス、カメイロス、イアリソスと共にドーリア人のヘクサポリス (en) の1つだった。しかし、ヘクサポリスの競技会で優勝したハリカルナッソス市民 Agasicles が賞品である三脚台をアポローン神殿に奉納せずに家に持ち返ったことから、ハリカルナッソスがその同盟から離脱することになった。紀元前5世紀前半にはカリアのアルテミシア1世が統治していた。彼女はサラミスの海戦でアケメネス朝側の指揮官として戦ったことで知られている。その息子で後継者の Pisindalis についてはよく分かっていない。その後ハリカルナッソスを支配したリグダミスは、詩人パニュアッシスを死においやり、ヘロドトスが生まれ故郷のハリカルナッソスを離れる原因を作った（紀元前457年ごろ）。

### マケドニアの影響

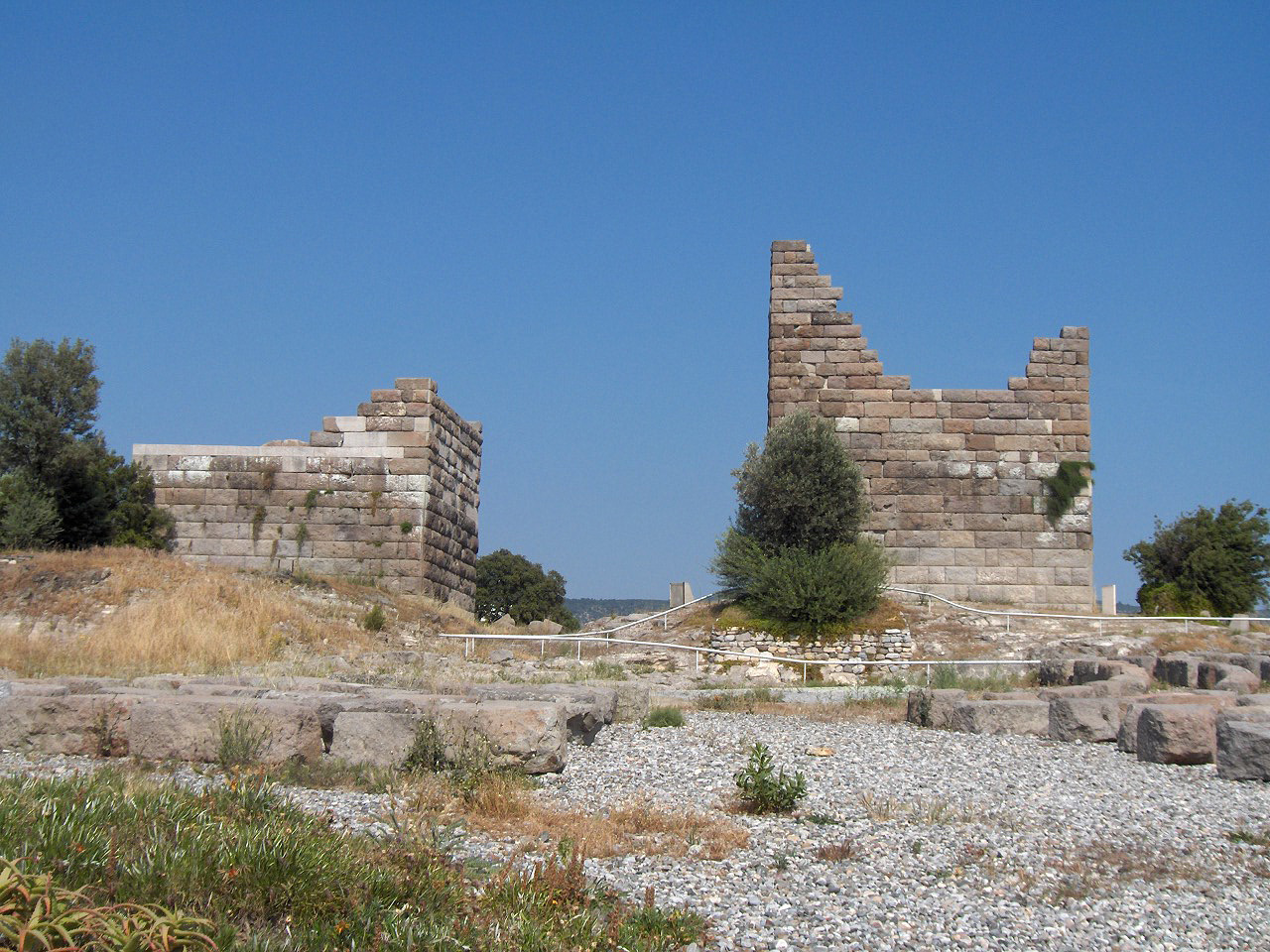
ハリカルナッソスの紀元前4世紀の要塞の遺跡

その後ハリカルナッソスを支配したピクソダロスは力を強めてきたマケドニア王国との同盟を目論み、若きアレクサンドロス3世の嫁として自身の娘を差し出す約束をしたと言われている。しかし、アレクサンドロスの父ピリッポス2世が反対し、結婚は成立しなかった。アレクサンドロス3世の東征初期の紀元前334年、マケドニア軍はハリカルナッソスでメムノン率いるペルシア軍と対峙した。要塞を攻略するため掘に細い橋をかけたが、その橋が壊れたため多数の死者が出たという。要塞を攻略できないアレクサンドロス3世は、それを包囲し続けるしかなかった（最終的にマケドニア側が勝利している）。この要塞と掘の遺跡は、今ではボドルムの観光名所となっている。
アレクサンドロス3世はハリカルナッソスの統治をサトラップを務めていたマウソロス一家、特にマウソロスの妹アダに任せた。その後間もなく、プトレマイオス1世がこの地にギュムナシオンを建てており、市民がプトレマイオス1世を称えて柱廊またはポルチコを建てた例も見つかっている。ハリカルナッソスはアレクサンドロス3世による包囲攻撃の痛手から完全には回復せず、キケロはその地をほとんど廃墟だと記している。

## 発掘と復元

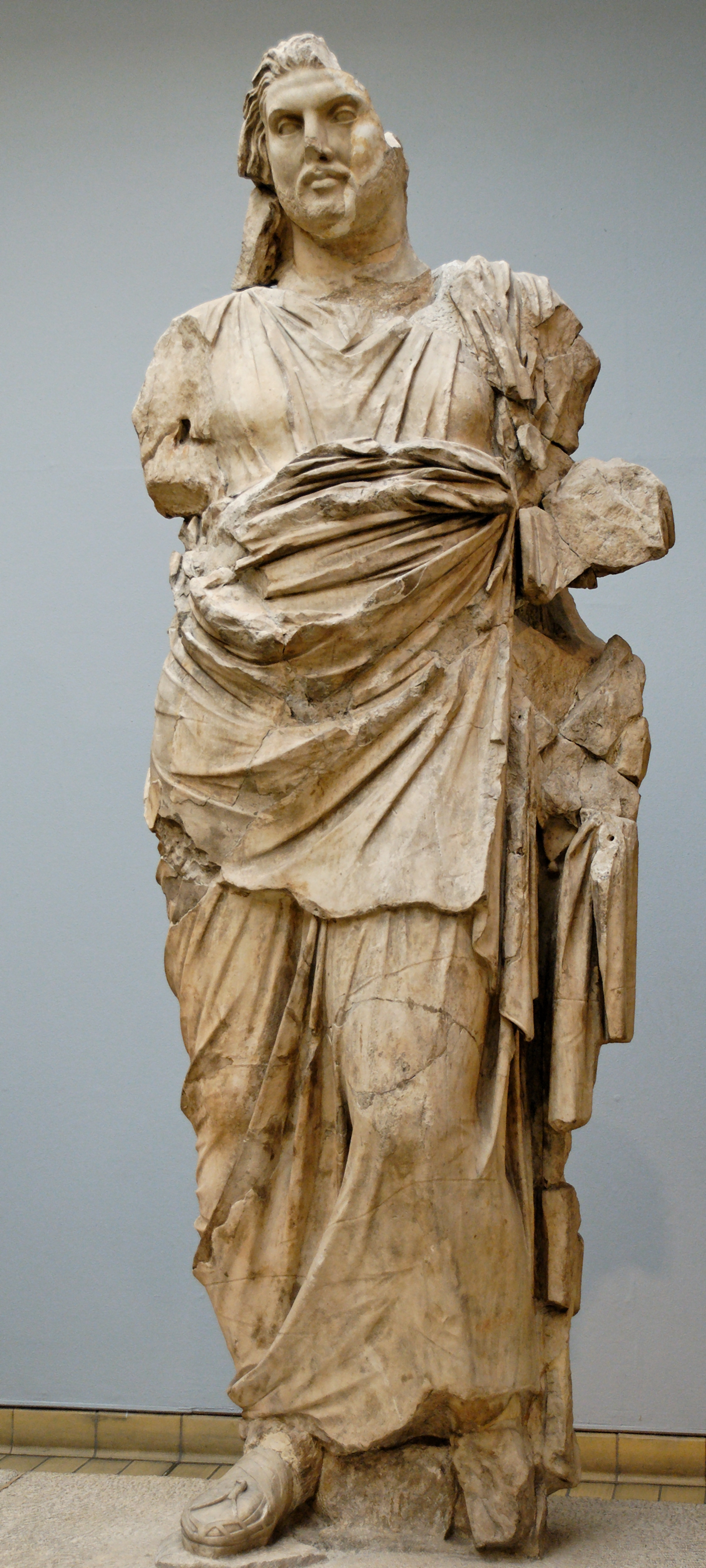
マウソロス像

遺跡はボドルム市内で一部発掘されているが、多くは市街地の下に埋まっている。市壁、神殿、劇場などの位置はほぼ判明している。
マウソロス霊廟は1857年、C・T・ニュートンが発掘し、その設計がほぼ明らかになっている。おおよそ 35m×28m の大きさで、石壇、周柱、ピラミッド型屋根、クアドリガなどからなり、表面は彫刻を施された大理石で覆われていた。周囲には一連の彫像が並んでいたと見られている。大プリニウスによれば、周柱は36本のイオニア式の柱が使われていた。柱と柱の間にも彫像が配置されていたと見られている。一部復元された部分には、ギリシア人とアマゾーンの戦いの場面が浮き彫りされている。また等身大の動物や飼育係なども描かれている。周柱と中央の部屋には下から24段の階段で登る。その上にはピラミッド型の屋根がある。
屋根の頂上にはクアドリガがあった。また、マウソロスの像も見つかっており、大英博物館にある。マウソロス霊廟の復元図は様々なものが提案されている。チャールズ・トーマス・ニュートンらの最初の復元図には各所に間違いがあるとされている。七不思議の1つとして古代から「空中で分断されている」と言われたことを考慮した E. Oldfield の復元図も遺構とは一致しない。現在最も正しいとされているのは、ドイツの考古学者 F. Adler が1900年に発表した復元図だが、その後も研究は続いている。

## 主な著名人
- カリアのアルテミシア1世 （紀元前480年ごろ）
- ヘロドトス（紀元前484年-425年ごろ）
- パニュアッシス（紀元前5世紀ごろ）
- ディオニュシオス（紀元前1世紀）